# 张景文 (1916年)
张景文（1916年—1996年1月9日），男，陕西周至人，中华人民共和国政治人物；曾任中共咸阳地委书记、咸阳军分区政委，陕西省司法局局长。

## 生平
张景文是陕西省周至县马召镇人。1938年8月加入中国共产党；1939年9月，参加革命工作。抗日战争和第二次国共内战期间，历任中共周至县地下工委书记、陕甘宁边区保安处科员、新十一旅司令部秘书、参谋处侦察科副科长，中共乌审旗党委常委、陕甘宁边区政府公安厅研究员。
1951年4月，出任西北军政委员会公安部秘书科科长；1953年3月，任西北公安局办公室副主任；1955年3月，任中共中央书记处第二办公室秘书、研究员。1957年3月，回到陕西，担任中共周至县委书记；1964年8月，任中共咸阳地委书记、兼咸阳军分区政委。“文化大革命”期间受到迫害，曾在“五七干校”劳动。1976年2月恢复工作后，出任咸阳地区重工业局副局长。1979年12月，奉命筹组陕西省司法局，恢复组建陕西省司法行政机构，任局长、兼党组书记。1983年12月，离职休养。
1996年1月9日，在西安病逝，享年80岁。